# Guilty Gear
Guilty Gear (ギルティギア, Giruti Gia), legendado The Missing Link (O Elo Perdido. Ou literalmente: A Ligação Perdida), é o primeiro jogo da série Guilty Gear desenvolvido pela Arc System Works. Foi primeiramente lançado no PlayStation em 1998. Ele segue a história de dez combatentes que entram no Second Sacred Order Tournament (Segundo Torneio Sagrado da Ordem) por razões próprias, estabelecido no futuro deserto no qual o seu tempo presente acaba de se recuperar de uma guerra de 100 anos contra armas orgânicas bio artificiais feitas por seres humanos, chamadas Gears. Apesar de ser o primeiro lançamento da franquia Guilty Gear, o próprio jogo revela um pouco do seu lance do enredo passado; não antes dos lançamentos posteriores dos drama CDs do jogo, e romances da franquia que a sua história é completamente explicada.

## Jogabilidade
Guilty Gear é um jogo de luta em 2D, similar a jogos do gênero, como Street Fighter e The King of Fighters, mas é muito mais rápido e incide mais sobre o uso de técnicas de combinação de golpes. O jogo apresenta 10 personagens, mais três outros ocultos. Ele usa um esquema de seis botões: (P) Soco, (K) Chute, (S) Slash, (H) High Slash e Respeito. O combate é um conjunto de melhores de dois ou três rodadas.
Existe uma barra chamada de "tension", semelhante à de Super Street Fighter Alpha, aplicando certos comandos, a barra enche, quando ela chega no máximo, é possível ativar movimentos especiais chamados "Chaos". Existe também um sistema de combos aéreos, comparável ao "Aerial Rave" de Marvel vs Capcom.
Guilty Gear tem um comando que causa morte instantânea no adversário, são os chamados "Destroyers" ou "Instant Kill", que podem ser ativados após um ataque utilizando os botões de soco e chute simultâneamente próximo ao adversário.
O jogo também possui um recurso chamado de "Chaos Mode", que é ativado quando a saúde de um personagem se encontra inteiramente na segunda barra (amarela). Uma aura vermelha circundará o personagem e ele ou ela será capaz de realizar ataques do tipo "Chaos", ilimitados.

## Personagens
- Axl Low
- Chipp Zanuff
- Dr. Baldhead
- Kliff Undersn
- Ky Kiske
- May
- Millia Rage
- Potemkin
- Sol Badguy
- Zato-1

### Chefes/Personagens Secretos
- Testament
- Justice
- Baiken

## Soundtrack
Guilty Gear contém faixas do mais puro e pesado heavy metal, todas compostas pelo criador da série Daisuke Ishiwatari.
1. "Prologue (Shout & Burning)"
2. "Keep Yourself Alive"
3. "Holy Orders (Be Just or Be Dead)"
4. "Black Soul"
5. "Unidentified Child"
6. "Suck a Sage"
7. "In Slave's Glory"
8. "The March of the Wicked King"
9. "Writhe in Pain"
10. "Suspicious Cook"
11. "Pride and Glory"
12. "A Fixed Idea"
13. "Meet Again"
14. "Momentary Life"
15. "Conclusion"
16. "Prickle Man"
17. "Mince"
18. "I'm Oldman!"
19. "Come On!"
20. "Metal"
21. "Death and Republic"
22. "Deadend"
23. "Way"
24. "Play It High"
25. "Love Letter From..."
26. "Epilogue (The Missing Link)"
27. "S.E."

## Recepção
Os comentários para o jogo foram positivos. A IGN deu ao jogo um 8,0, elogiando gráficos e jogabilidade, mas criticando como o AI torna o jogo difícil. A Gamespot deu-lhe um 7,9, elogiando-o pela jogabilidade, soundtrack e arte. Mas também criticou o jogo pela falta de modos. A Game Informer considerou um dos jogos mais estranhos dos dez melhores de todos os tempos. Guilty Gear no geral manteve-se um clássico entre os fãs hardcore do jogo, e passou a ter duas principais sequências, spin-off e um jogo em 3D híbrido de ação, aventura e estratégia conhecido como Guilty Gear 2: Overture.